# Maruša Mišmaš Zrimšek
Maruša Mišmaš Zrimšek (* 24. Oktober 1994 in Grosuplje als Maruša Mišmaš) ist eine slowenische Leichtathletin, die im Mittelstrecken- und Hindernislauf an den Start geht.

## Sportliche Laufbahn
Erste internationale Erfahrungen sammelte Maruša Mišmaš Zrimšek im Jahr 2010, als sie bei den erstmals ausgetragenen Olympischen Jugendspielen in Singapur im 400-Meter-Hürdenlauf in 60,69 s den fünften Platz belegte. Im Jahr darauf erreichte sie bei den Jugendweltmeisterschaften nahe Lille das Halbfinale, in dem sie mit 62,45 s ausschied. Auch bei den anschließenden Junioreneuropameisterschaften in Tallinn scheiterte sie mit 61,74 s in der ersten Runde aus. Daraufhin wechselte sie zum Mittelstrecken- und Hindernislauf. Bei den Juniorenweltmeisterschaften 2012 in Barcelona schied sie über 800 Meter mit 2:07,23 min im Vorlauf aus und belegte über 1500 Meter in 4:14,96 min den neunten Platz. 2013 qualifizierte sie sich über 1500 Meter für die Halleneuropameisterschaften in Göteborg und schied dort mit 4:27,45 min in der Vorrunde aus. Anschließend gewann sie bei den Junioreneuropameisterschaften im italienischen Rieti gewann sie die Silbermedaille im Hindernislauf und stellte zugleich einen neuen slowenischen Juniorenrekord von 9:51,15 min auf.
2014 nahm sie über 1500 Meter an den Hallenweltmeisterschaften im polnischen Sopot teil, scheiterte dort aber mit 4:18,92 min bereits in der Vorrunde. Bei den Europameisterschaften in Zürich belegte sie im Hindernislauf in 9:54,75 min den zehnten Platz. Im Jahr darauf belegte sie im 3000-Meter-Lauf in 8:59,51 min den achten Platz im Finale der Halleneuropameisterschaften Prag. Bei den U23-Europameisterschaften 2015 in Tallinn wurde sie im Hindernislauf in 9:52,03 min Fünfte und qualifizierte sich auch für die Weltmeisterschaften in Peking, bei denen sie mit 9:37,73 min in der Vorrunde ausschied.
2018 nahm sie an den Mittelmeerspielen in Tarragona teil und gewann dort in 9:35,57 min die Bronzemedaille hinter der Albanerin Luiza Gega und Habiba Ghribi aus Tunesien. Zudem erreichte sie anschließend bei den Europameisterschaften in Berlin das Finale und belegte dort mit 9:34,50 min den elften Platz. Im Jahr darauf schied sie bei den Halleneuropameisterschaften in Glasgow mit 4:09,81 min in der Vorrunde aus. Anschließend verbesserte sie bei den Bislett-Games in Oslo den Landesrekord im Hindernislauf auf 9:20,97 min, womit sie eine der schnellsten Europäerinnen über diese Distanz ist. Bei den Weltmeisterschaften in Doha wurde sie mit 9:25,80 min im Finale Zwölfte und schied über 1500 Meter mit 4:14,94 min im Vorlauf aus. Daraufhin gewann sie bei den Militärweltspielen in Wuhan mit 9:24,47 min die Silbermedaille hinter der Bahrainerin Winfred Mutile Yavi. 2021 siegte sie bei den Balkan-Hallenmeisterschaften in Istanbul in 4:09,43 min über 1500 Meter und gewann mit der slowenischen 4-mal-400-Meter-Staffel in 3:41,50 min die Bronzemedaille. Kurz darauf startete sie über 3000 Meter bei den Halleneuropameisterschaften in Toruń und war dort eine Favoritin für den Titel; sie wurde jedoch im Vorlauf wegen des Verlassens der Bahn disqualifiziert. Im Sommer nahm sie an den Olympischen Sommerspielen in Tokio teil und klassierte sich dort mit neuem Landesrekord von 9:14,84 min im Finale auf dem sechsten Platz.
2022 belegte sie bei den Weltmeisterschaften in Eugene mit 9:40,78 min im Finale den 14. Platz und anschließend wurde sie bei den Europameisterschaften in München mit 9:53,81 min auf Rang 15. Im Jahr darauf gelangte sie bei den Halleneuropameisterschaften in Istanbul mit 8:49,98 min auf Rang acht über 3000 Meter. Im Juni wurde sie bei der 2. Liga der Team-Europameisterschaft im Rahmen der Europaspiele in Chorzów in 9:23,41 min Erste und sicherte sich damit ligenübergreifend die Silbermedaille hinter der Albanerin Luiza Gega. Im August belegte sie bei den Weltmeisterschaften in Budapest mit neuem Landesrekord von 9:06,37 min im Finale den sechsten Platz.
2010 wurde Mišmaš Zrimšek slowenische Meisterin im 400-Meter-Hürdenlauf sowie 2011 und 2023 über 800 und 1500 Meter. Über 1500 Meter siegte sie weiters in den Jahren von 2013 bis 2017. Von 2014 bis 2016 sowie 2020 siegte sie auch über 3000 Meter. 2015 und 2023 wurde sie slowenische Hallenmeisterin im 1500-Meter-Lauf und 2021 und 2023 siegte sie über 800 Meter.

## Persönliche Bestleistungen
- 800 Meter: 2:03,05 min, 9. Juli 2023 in Velenje
  - 800 Meter (Halle): 2:01,65 min, 14. Februar 2021 in Novo Mesto
- 1500 Meter: 4:03,05 min, 3. September 2020 in Marseille
  - 1500 Meter (Halle): 4:05,72 min, 15. Februar 2020 in Glasgow
- Meile: 4:28,82 min, 20. Mai 2023 in Karlsruhe (slowenischer Rekord)
- 3000 Meter: 8:46,44 min, 26. Juli 2020 in Celje (slowenischer Rekord)
  - 3000 Meter (Halle): 8:47,98 min, 15. Februar 2023 in Liévin
- 5000 Meter: 15:08,12 min, 20. Mai 2023 in Karlsruhe
- 2000 m Hindernis: 5:53,38 min, 10. September 2023 in Zagreb
- 3000 m Hindernis: 9:06,37 min, 27. August 2023 in Budapest (slowenischer Rekord)
- 400 m Hürden: 60,54 s, 19. August 2010 in Singapur